# Chris Noonan
Chris Noonan (Sídney, 14 de noviembre de 1952) es un cineasta y actor australiano, conocido por haber dirigido la exitosa película infantil  Babe. Recibió nominaciones a los Premios Óscar en las categorías de Mejor Director y Mejor Guion Adaptado.

## Filmografía

### Cine
| Año  | Película        | Rol      | Rol       | Rol       | Notas                   |
| Año  | Película        | Director | Guionista | Productor | Notas                   |
| ---- | --------------- | -------- | --------- | --------- | ----------------------- |
| 1973 | Bulls           | Sí       | Sí        | No        |                         |
| 1980 | Stepping Out    | Sí       | Sí        | Sí        | Cortometraje documental |
| 1995 | Babe            | Sí       | Sí        | No        |                         |
| 2006 | Miss Potter     | Sí       | No        | No        |                         |
| TBA  | The Third Witch | Sí       | No        | No        |                         |
| TBA  | Zebras          | Sí       | No        | No        |                         |

### Televisión
| Año  | Película                  | Rol      | Rol       | Notas       |
| Año  | Película                  | Director | Guionista | Notas       |
| ---- | ------------------------- | -------- | --------- | ----------- |
| 1978 | Cass                      | Sí       | No        | Telefilme   |
| 1984 | The Cowra Breakout        | Sí       | Sí        | Miniserie   |
| 1987 | Vietnam                   | Sí       | Sí        | Miniserie   |
| 1988 | The Riddle of the Stinson | Sí       | No        | Telefilme   |
| 1989 | Police State              | Sí       | Sí        | Telefilme   |
| 2011 | Crownies                  | Sí       | No        | 2 episodios |
| 2013 | The Time of Our Lives     | Sí       | No        | 1 episodio  |

## Premios y distinciones
Premios Óscar
| Año  | Categoría            | Película | Resultado |
| ---- | -------------------- | -------- | --------- |
| 1996 | Mejor Director       | Babe     | Nominado  |
| 1996 | Mejor guion adaptado | Babe     | Nominado  |